# No Good Deed (película de 2020)
No Good Deed (también conocida como No Good Deed Goes Unpunished) es un telefilme canadiense de suspenso dirigida por Caroline Labrèche y estrenada en 2020. Está protagonizada por Michelle Borth, Mark Rendall y Cristina Rosato.
Fue estrenada el 13 de marzo de 2020.

## Argumento
Karen es una mujer viuda que, desde el fallecimiento de su marido David a causa del cáncer, equilibra el trabajo con la crianza de Max, su único hijo. Un día, Karen está comprando para el almuerzo de Max en una farmacia. En ese instante, un asaltante entra a la farmacia en busca de parches de fentanilo y un joven llamado Jeremy, quien estaba esperando su receta en la fila, decide confrontar al asaltante hasta que éste saca una pistola; sin embargo, Karen evita un asesinato al apaciguar al hombre para que baje el arma, salvándole la vida a Jeremy. Tras esto, Jeremy está dispuesto a devolver el favor a cualquier precio por su gesto. 
En el trabajo, Karen sufre un trastorno por estrés postraumático a raíz del asalto sumado a la exigente agenda laboral, cuando escucha un globo reventarse. Mientras tanto, Jeremy deambula por el vecindario buscando a Karen, y ella se detiene en la entrada de su casa cuando estaba caminando. Allí Jeremy conoce al pequeño Max y a Sophie (cuñada de Karen), y cuando la invita a cenar como muestra de agradecimiento por lo de la farmacia, Karen no está segura de aceptar pese a la aclaración de Jeremy de sólo desear comenzar una amistad. Jeremy organiza un día de campo para él y Karen, y le revela que se encuentra jubilado a sus 36 años luego de haber sido despedido de una empresa de tecnología. Son interrumpidos por Lance, uno de los compañeros de trabajo de Karen, y menciona que al igual que ella, también lucha por conseguir un ascenso. Jeremy finge tener que usar el baño de la empresa sólo para entrar a la computadora de Lance e instalar un malware tratando de evitar que le den el ascenso y hacer que Karen lo obtenga, aunque sin éxito.
Para seguir ganándose la confianza de Karen, Jeremy recoge a Max de sus clases de karate cuando Sophie debía hacerlo y le dice que tiene un regalo para él, que son unas zapatillas coloridas. Jeremy lleva a Max a su apartamento a jugar videojuegos y después lo lleva a casa. Al día siguiente, la directora del colegio de Max llama a Karen luego de que da a conocer que su hijo atacó a otro niño que lo estaba acosando, y al no tener tiempo para recogerlo pero tampoco recurrir a Sophie, decide llamar a Jeremy para que éste recoja al chico. Jeremy decide aprovechar este tiempo con Max para indagar por la casa e instalar cámaras de vigilancia en las computadoras portátiles. Entra a la habitación de Calvin, un inquilino holgazán que reside en la casa de Karen que pone excusas para no pagar el alquiler, y encuentra drogas en uno de los cajones. Un Jeremy molesto le exige a Calvin que pague lo del alquiler; ante la negativa de Calvin, Jeremy le golpea en la cabeza con una botella de cerveza, matándolo en el proceso.
Después de que Jeremy arrastrara el cadáver de Calvin hasta el sótano para después esconderlo en una heladera, casi es descubierto por Sophie cuando ella llegaba a casa. Jeremy va al trabajo de Karen para decirle lo que ocurrió mientras él y Max estaban en casa, y aunque fue muy reticente a revelar lo de Calvin, asegura creer que Sophie consume drogas. Horas más tarde, Jeremy se encuentra con Lance en el estacionamiento del trabajo y lo chantajea para que renuncie como gerente y le entregue su puesto a Karen o de lo contrario él mismo exhibirá fotos comprometedoras de Lance con unas prostitutas. Lance se resiste, a lo que Jeremy lo mata y hace parecer a la opinión pública de que el deceso era por suicidio. Jeremy va al colegio de Max, donde persigue al chico que le quitó las zapatillas que le había regalado anteriormente, amenazándolo a él y a su familia con alejarse de Max antes de llevarse las zapatillas consigo. 
Sin embargo, un día que Sophie se alista para llevar a Max al karate con Jeremy estando de visita, éste la droga con café y hace un llamado a la policía denunciado a Sophie por conducir bajo los efectos del alcohol y las drogas mientras ella llevaba a su sobrino al karate. La policía detiene a Sophie y la ponen bajo custodia. Karen decide visitarla en la cárcel, pero su cuñada se muestra molesta culpando a Jeremy de estar encerrada. Sin embargo, Karen no cree que Jeremy haría algo así tomando en cuenta todo lo que ha hecho por su familia. La conversación se pone intensa cuando Sophie también le reprocha sobre como su hermano David deseaba morir en paz y no seguir intentando luchar contra el cáncer, y que dicha perdida es la razón por la que Karen se muestra como una madre sobreprotectora con Max.
A Karen finalmente le dan el ascenso en el trabajo y Jeremy, cada vez obsesionado con ella, quiere celebrarlo. Luego de recoger a su hijo del karate y ayudarlo a reacomodarse en su habitación tras el asesinato de Calvin, Karen encuentra un rastreador que Jeremy había puesto en una de las zapatillas de Max. Es ahí cuando Karen comienza a ver las actitudes de Jeremy, así que lo llama para decirle que Max está desaparecido. Jeremy ve en su celular que el chico supuestamente se encuentra en el parque, aunque termina sorprendido de encontrarse a Karen allí. Jeremy intenta explicarle todo a Karen, pero ésta afirma que nunca le pidió que hiciera esos gestos con ella, Max y Sophie para luego pedirle que se aleje de ellos.
Desesperado, Jeremy asiste al reclusorio y paga la fianza de Golem, el mismo sujeto que intentó dispararle en la farmacia; ambos idean un plan donde este último intenta asaltar la casa de Karen mientras que Jeremy corre a salvarle la vida. Karen encuentra el cuerpo de Calvin en la heladera, pero escucha un ruido en la sala de estar, donde ve a Golem tomando a Max de rehén. Como parte del plan, Jeremy aparece con un arma apuntándole a Golem, aunque la situación sale de control ya que el asaltante se vuelve contra él e intenta matarlos a los tres. Karen y Max saltan por una de las ventanas para ponerse a salvo mientras Jeremy intenta abrir la puerta de la habitación para hablar con ella.
Al ver que Jeremy era un hombre mentalmente inestable, Karen y Max deciden alejarse de éste para iniciar un nuevo rumbo en sus vidas. En la última escena, Karen ve a un hombre con un coche aparcado, y aunque decide ignorarlo por temor a que resulte igual que Jeremy acelerando rápidamente, llama a una grúa como muestra de ayuda al sujeto en cuestión antes de proseguir con su camino.

## Reparto
- Michelle Borth como Karen
- Mark Rendall como Jeremy
- Cristina Rosato como Sophie
- Noah James Turcotte como Max
- Jason Deline como Lance
- Grahame Wood como Rob
- Oliver Price como Calvin
- Michaela Di Cesare como la recepcionista
- Mathieu Thibodeau	como el niño bully del colegio